# Çerkes Ethem
Çerkes Ethem, dal turco Ethem il Circasso o Psheu Ethem, (in adighè Дыпщэу Iэтэм, Dıpşəw 'ətəm) (Bandırma, 1886 – Amman, 21 settembre 1948) è stato un militare ottomano di origine circassa, che ottenne inizialmente la fama per aver combattuto e ottenuto vittorie contro le potenze alleate che invasero l'Anatolia, all'indomani della prima guerra mondiale e successivamente durante la guerra d'indipendenza turca..

## Primi anni e famiglia
La sua famiglia, la "Casa di Dipsheu" del popolo circasso, era originaria della provincia di Ubykhia della Circassia, che fu esiliata nell'Impero ottomano nel 1860. Nacque nel villaggio di Emre di Bandırma come figlio di Psheu Ali Bey. Uno dei suoi fratelli fu membro del parlamento di Saruhan (l'odierna Manisa) nella prima legislatura della Grande Assemblea nazionale della Turchia e in precedenza nella quarta della Camera dei deputati dell'Impero ottomano. L'altro suo fratello era un alto ufficiale militare che si laureò all'Accademia militare turca nel 1902.
Ethem il Circasso aveva i capelli biondi, gli occhi azzurri e la pelle molto pallida, come descritto dalla scrittrice turca Halide Edip Adıvar.

## Istruzione e carriera militare
Scappò di casa quando aveva 14 anni per unirsi alla Scuola per Giovani Ufficiali della cavalleria di Bakırköy. Si unì alla guerra balcanica e fu ferito sul fronte bulgaro. Fu di conseguenza premiato con onorificenze e indennità di anzianità. Successivamente si unì al Teşkilat-ı Mahsusa (Organizzazione Speciale) organizzato da Eşref Kuşçubaşı e partecipò alle operazioni in Afghanistan e Iraq durante la prima guerra mondiale. Fu nuovamente ferito e si ritirò nel suo villaggio. Si dedicò per un po' di tempo al banditismo in montagna. Fondò in seguito il Kuvâ-yi Seyyâre che era l'unica forza militare organizzata in Anatolia durante il 1919-1920, nel periodo compreso tra l'armistizio di Mudros e il trattato di Sèvres.
Coordinò le sue operazioni militari con Ali Fuat Paşa ad Ankara e perseguitò gli eserciti greci invasori con la sua veloce cavalleria. Fu determinante nel sedare varie ribellioni contro l'autorità della Grande Assemblea Nazionale della Turchia. Alla fine ebbe un disaccordo con il governo İsmet İnönü ad Ankara, rifiutandosi di unire le sue forze con l'esercito regolare istituito sotto il comando di İnönü Paşa. L'esercito turco appena ricostituito dovette reprimere la situazione mentre combatteva anche i greci nella prima battaglia di İnönü. L'affermazione che avrebbe successivamente collaborato con l'esercito greco (che è stata contestata e respinta dalla maggior parte degli storici) comportò la revoca della sua cittadinanza per tradimento e fu dichiarato persona non grata dal Grande Assemblea Nazionale Turca. Dalla Grecia andò in Giordania dove si stabilì.

### Cooperazione con le forze di Atatürk contro le Potenze alleate
Çerkes Ethem era un alleato di Mustafa Kemal Atatürk che lo apprezzava per la sua vittoriosa lotta contro gli eserciti e i banditi invasori nelle diverse regioni della Turchia. Atatürk assegnò a Ethem il Circasso il titolo di Millî Kahraman (in turco: eroe nazionale).

### Kuva-yi Seyyare
Il Kuva-yi Seyyâre (in turco ottomano "Forze Mobili") era una forza di volontari circassi e abkhazi guidati da Çerkes Ethem contro le forze di invasione durante la guerra d'indipendenza turca. Il gruppo si considerava una forza di polizia che combatteva coloro che causavano disturbo per il bene più grande dell'Anatolia. Era un ramo del Kuva-yi Milliye. Col tempo, man mano che le idee socialiste islamiche di Ethem si ampliavano, prese le distanze dal movimento nazionale turco di Kemal Atatürk e alla fine vi si oppose.

## Morte e sepoltura
Ethem Bey morì il 21 settembre 1948 vicino il fiume Giordano ad Amman, in Giordania. Fu sepolto nel cimitero circasso.

### Ricordo in letteratura
Nella sua opera del 1928 The Turkish Ordeal, la principale scrittrice e nazionalista ottomana Halide Edip Adıvar menziona la prima volta che vide Ethem il Circasso e quanto fosse rispettato da Mustafa Kemal Atatürk, oltre a descriverne positivamente l'aspetto fisico.

### Piani di riesumazione e risepoltura
Nel 2015, il vice primo ministro della Turchia ha annunciato la prevista riesumazione e sepoltura di Ethem Bey in Turchia, dove è nato. Ciò non è mai stato eseguito.